# Cecile Walton
Pour les articles homonymes, voir Walton.
Cécile Walton (Glasgow, 1891 – Édimbourg, 1956) est une peintre et illustratrice écossaise. Elle et son mari Eric Robertson sont des figures majeures du groupe d'Édimbourg, un groupe symboliste au début du XXe siècle.

## Biographie

### Jeunesse et formation
Née à Glasgow le 29 mars 1891, Cecile Walton est l'aînée de quatre enfants des artistes Helen et Edward Arthur Walton. En 1893, alors que Cecile a deux ans, sa famille déménage à Londres, où elle a comme voisin à partir de 1902 l'artiste américain James Abbott McNeill Whistler.
En 1904, les Walton déménagent à Édimbourg et Walton apprend la gravure chez John Duncan, où elle rencontre également des artistes et des écrivains, dont Dorothy Johnstone et, en 1907, Eric Robertson.
Elle fréquente également l'Edinburgh College of Art où, à la place du dessin, elle suit le cours de modelage de sculpture de Percy Portsmouth (en). Alors qu'elle est encore étudiante, Walton est élue à la Society of Scottish Artists en 1908, expose à la Royal Scottish Academy à partir de 1909, au Royal Glasgow Institute à partir de 1910 et à la Royal Academy de Londres à partir de 1913.
Walton étudie également à l'Académie de la Grande Chaumière à Paris pendant deux hivers et passe quelque temps à Florence.
En 1911, Walton est chargée par les éditeurs TC & EC Jack d'illustrer leur édition des contes d'Andersen.
Contre l'avis de ses parents, elle épouse son camarade d'Édimbourg, Eric Robertson en 1914. Eric, qui a abandonné l'architecture pour se consacrer à la peinture, est décrit comme « l'un des étudiants en art les plus brillants de son époque ». Ils ont deux fils : le premier, Gavril, né en février 1915 et le second, Edward, en décembre 1919.

### Carrière

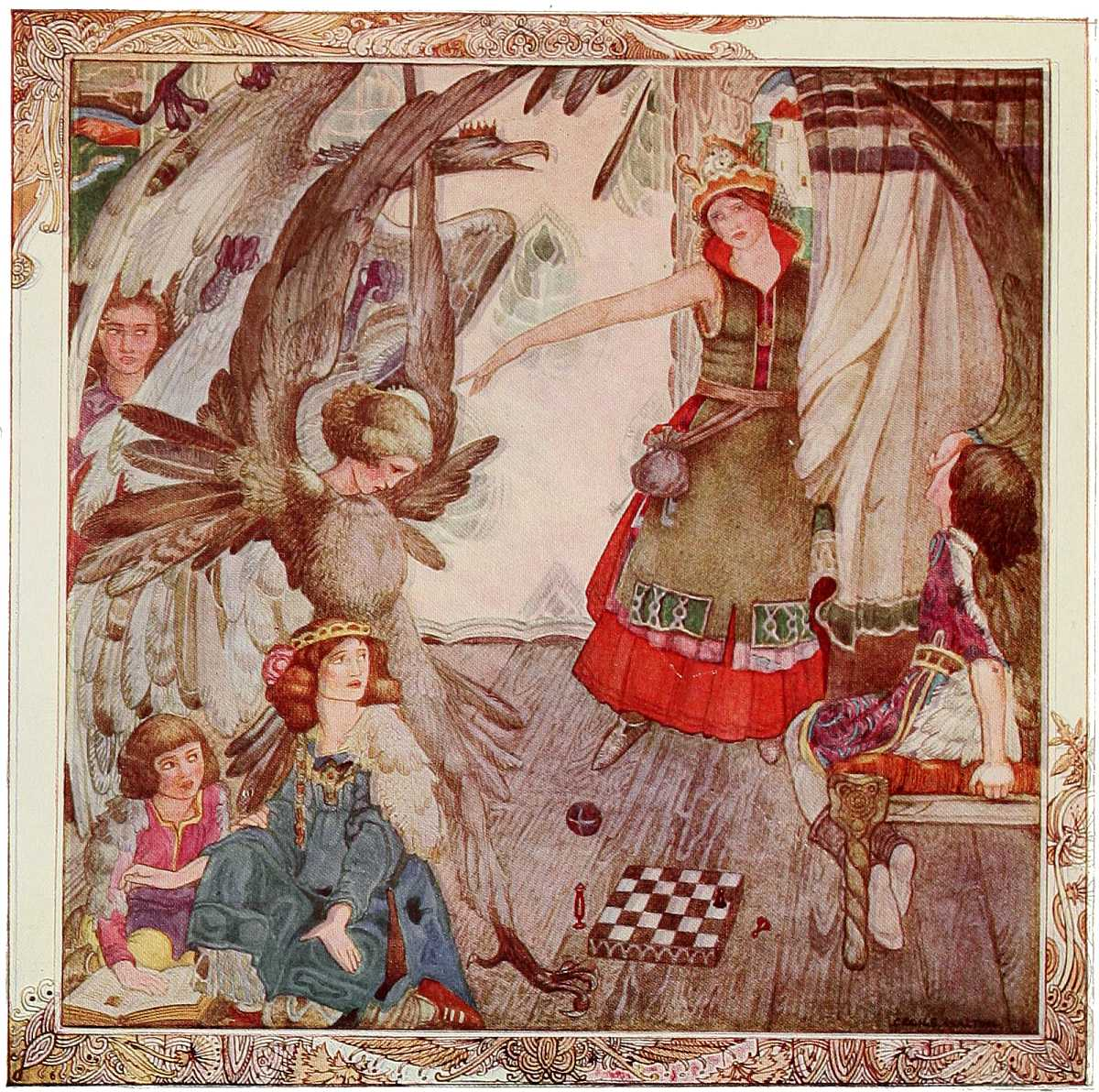
The children transformed, illustration pour les Polish Fairy Tales (1920).

Eric, Cécile et la peintre Dorothy Johnstone (1892-1980) nouent une relation étroite, tant artistiquement que physiquement. En 1913, les trois artistes exposent ensemble à la New Gallery d'Édimbourg et, après la guerre, ils se regroupent sous le nom de Edinburgh Group, qui comprend aussi Mary Newbery.
Cependant, la consommation excessive d'alcool d'Eric conduit en 1923 à l'effondrement du groupe et à l'emménagement de Cecile avec Johnstone. En 1924, Walton organise une exposition commune avec Johnstone à Édimbourg. Cependant, sa carrière de peintre s'effondre en même temps que son mariage, qui se termine par un divorce en 1927.
La peinture de Walton faiblit, mais elle exécute des peintures murales pour le village d'enfants de Humbie, au milieu des années 1920, et pour le grand magasin Small's sur Princes Street d'Édimbourg. Elle est par ailleurs rédactrice artistique du Atlanta's Garland de l'Université d'Édimbourg (1926), où elle a écrit sur l'art des femmes en Écosse.
Elle se tourne également vers le théâtre et travaille pendant quatre saisons comme décoratrice pour Tyrone Guthrie au Théâtre Royal de Cambridge.
En 1936, Walton retourne à Édimbourg et commence à travailler pour la radio de la BBC, où elle est responsable de la programmation radiophonique Scottish Children's Hour.
La carrière d'Eric Robertson s'est également effondrée après leur séparation et il succombe finalement à l'alcool.
Walton se remarie en 1936 avec le producteur Gordon Gildard, avec qui elle emménage à Glasgow, mais le couple divorce en 1945. Elle passe le reste de sa vie à Kirkcudbright, où est active une communauté d'artistes, la Kirkcudbright Artists' Colony (en).
Cecile Walton meurt à Édimbourg le 23 avril 1956.

## Œuvre
Cecile Walton est surtout connue pour son autoportrait « ironique » Romance, dans lequel elle se représente en train d'observer d'un œil critique son fils nouveau-né Edward, tandis que tous deux sont observés par son autre fils Gavril,. Le tableau fait scandale : il est vu comme quasi blasphématoire par le fond comme par la forme, de plus peint par une femme. Habituellement, la représentation d'une femme et de son nouveau-né fait référence à la Vierge à l'Enfant ; ici, Cecile Walton se représente comme une Olympia, c'est-à-dire une prostituée. Le malaise provoqué par cette vision de la maternité est accentué par certains détails tels que les pétales sur le sol et la pomme.